# Sláva Kunst
Sláva Kunst, vlastním jménem Miroslav Kunst, pseudonym Miroslav Vacuška (22. října 1928 Praha – 4. listopadu 1991 tamtéž) byl český hudebník - kapelník, pianista, akordeonista, hudební skladatel, hudební aranžér a dramaturg, hudební redaktor a producent.
Často vystupoval a nahrával pouze se svým studiovým orchestrem s názvem Orchestr Slávy Kunsta nebo pouze Sláva Kunst se svým orchestrem. Jeho soubor doprovázel, mimo jiné, například českého zpěváka Rudolfa Cortése.